# Rory Townsend
Rory Patrick Townsend (* 30. Juni 1995 in Kingston upon Thames) ist ein irischer (bis 2017 britischer) Radrennfahrer.

## Sportlicher Werdegang
2016 wurde Townsend Mitglied im neu gegründeten Pedal Heaven Race Team. Nachdem dieses bereits nach einer Saison wieder aufgelöst worden war, wechselte er zum damaligen Team BIKE Channel Canyon. Geboren und aufgewachsen im Vereinigten Königreich, wurde er 2018 irischer Staatsbürger. Seine ersten internationalen Erfolge erzielte er in der Saison 2019 mit zwei Etappensiegen bei der Tour of Fuzhou. 2021 folgte ein Etappensieg bei der Tour de la Mirabelle und 2022 wurde er erstmals Irischer Meister im Straßenrennen.
Nachdem am Ende der Saison 2021 Vertragsverhandlungen mit zwei UCI WorldTeams ohne Erfolg geblieben waren, stand Townsend kurz vor dem Ende seiner Karriere. Nachdem sein bisheriges Team mit neuen Sponsoren für die Saison 2022 besser aufgestellt wurde, entschied er sich jedoch für einen Verbleib im Team. Zur Saison 2023 wechselte Townsend zum UCI ProTeam Bolton Equities Black Spoke Pro Cycling, für das er das Eintagesrennen La Roue Tourangelle gewann.
Nach Auflösung seines Teams nach der Saison 2023 wurde Townsend 2024 Mitglied im Q36.5 Pro Cycling Team. 2025 wurde er irischer Meister im Straßenrennen und gewann das UCI-WorldTour-Rennen Cyclassics Hamburg, bei dem er sich mit drei Mitausreißern kurz nach dem Start abgesetzt hatte und wenige Meter vor dem Ziel fast eingeholt wurde, so dass er Sieger vor dem zeitgleich gewertet Peloton wurde.

## Erfolge
2017
- Punktewertung Tour of Quanzhou Bay
- Bergwertung Tour of Almaty

2019
- zwei Etappen Tour of Fuzhou

2021
- eine Etappe und Punktewertung Tour de la Mirabelle

2022
- Irischer Meister – Straßenrennen
- Omloop Mandel-Leie-Schelde Meulebeke

2023
- La Roue Tourangelle

2025
- Irischer Meister – Straßenrennen
- Cyclassics Hamburg